# Болотышино
Болотышино (укр. Болотишине; до 2016 г. Радянское) — село, Луциковский сельский совет, Белопольский район, Сумская область, Украина.
Код КОАТУУ — 5920685303. Население по переписи 2001 года составляло 27 человек .

## Географическое положение
Село Болотышино находится на расстоянии в 4 км от левого берега реки Сула.
В 1,5 км расположено село Гутницкое (Лебединский район).
Рядом проходит автомобильная дорога Т-1918.